# Niedrzwica Duża
Niedrzwica Duża is een dorp in het Poolse woiwodschap Lublin, in het district Lubelski. De plaats maakt deel uit van de gemeente Niedrzwica Duża en telt 3300 inwoners.

## Verkeer en vervoer
- Station Niedrzwica